# Andrii Abazyn
Andrii Abazyn (? – 1703) fue un coronel del regimiento Bratslav y líder de las tropas cosacas en la orilla derecha de Ucrania.
En 1684 se asentó en Bratislava y empezó a colonizar la región. Desde 1691 hasta 1696, participó en las campañas militares de los cosacos en contra de los turcos y los tártaros. 
Durante la rebelión antipolaca de Semen Palii (1702 – 1704), Abazyn capturó la ciudad de Nemyriv, después levantó barricadas en Ladyzhyn y la defendió valientemente junto a sus 2.000 cosacos. Vencido por el ejército del hetman polaco Adam Sieniawski el 20 de febrero de 1703, Abazyn fue hecho prisionero y más tarde ejecutado.